# ونکورت
ونکورت (به فرانسوی: Vannecourt) یک کمون در فرانسه است که در Canton of Château-Salins واقع شده‌است.

## خصوصیات
ونکورت ۹٫۵۵ کیلومترمربع مساحت و ۶۰ نفر جمعیت دارد و ۲۶۰ متر بالاتر از سطح دریا واقع شده‌است.